# Beetham
Beetham är en by och en civil parish i Storbritannien. Den ligger i grevskapet Cumbria och riksdelen England, i den centrala delen av landet, 300 km nordväst om huvudstaden London. Orten har 1 724 invånare (2001). Den har en kyrka.
Kustklimat råder i trakten. Årsmedeltemperaturen i trakten är 7 °C. Den varmaste månaden är juli, då medeltemperaturen är 14 °C, och den kallaste är december, med −2 °C.

## Näringsliv
I Beetham finns en pappersfabrik med en årskapacitet på 45.000 ton, som ägdes av Billerud Korsnäs mellan 2004 och 2021.